# Hirsingue
Hirsingue (/iʀsɛ̃ŋg/) là một xã ở tỉnh Haut-Rhin trong vùng Grand Est ở đông bắc Pháp. Xã này có diện tích 12,88 km², dân số năm 1999 là người. Khu vực này có độ cao 320 mét trên mực nước biển.